# Liste der Seen im Spessart

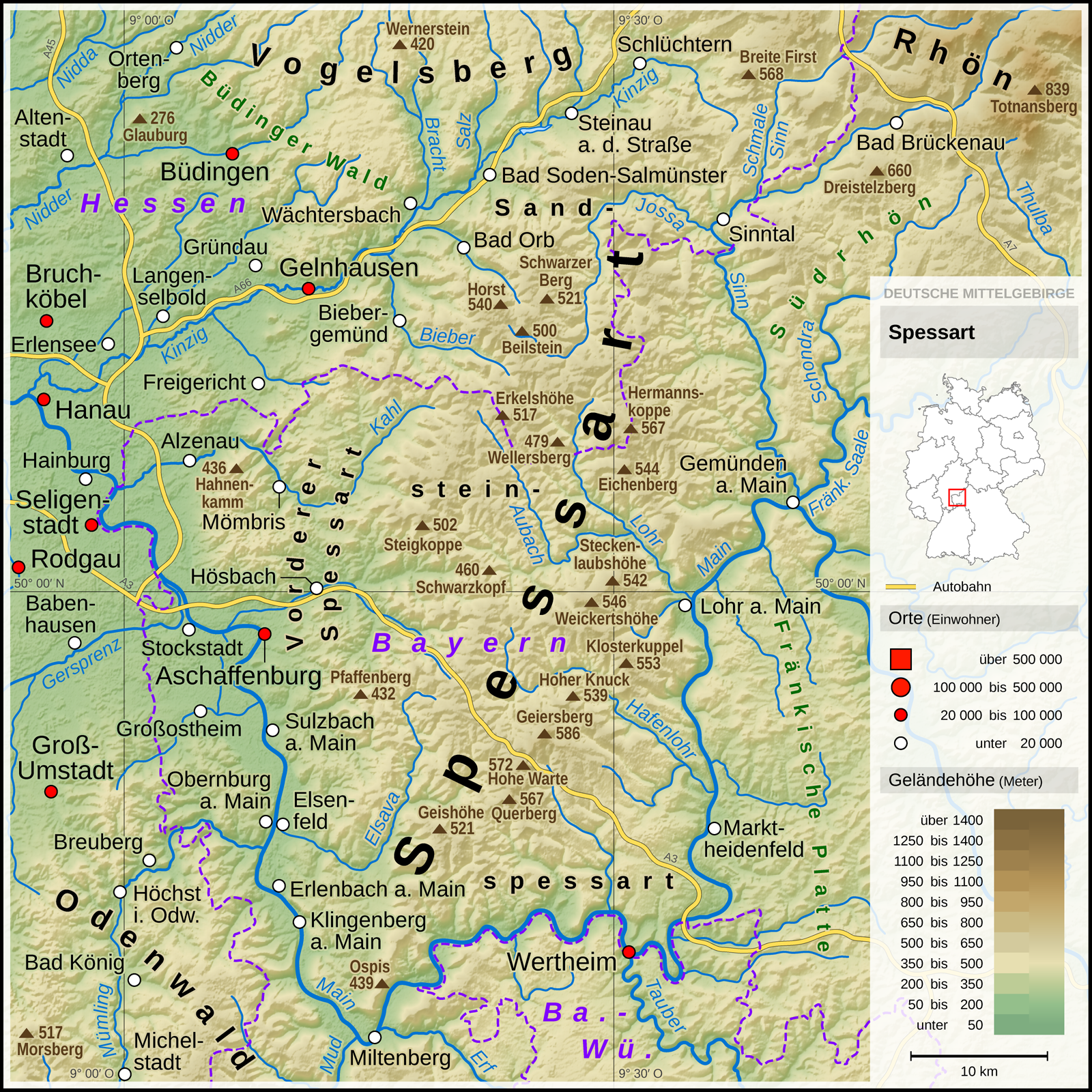
Der Spessart

Die Liste der Seen im Spessart enthält eine Auflistung der Stillgewässer im Spessart.

## Hinweis
- Das in diesem Artikel als Spessart definierte Gebiet wird von den Flüssen Sinn, Kinzig und Main umschlossen. Die im Gebiet des Naturparks Spessart liegenden Seen, Weiher und Teiche außerhalb der zuvor genannten Definition (wie z. B. die Regionen nördlich von Schlüchtern, östlich von Lohr am Main oder um Gräfendorf), werden in dieser Liste nicht aufgeführt. Seen, die sich im definierten Gebiet, aber in geologisch nicht zum Spessart gehörenden Gegenden (wie z. B. die Bulau oder die Stadt Aschaffenburg) befinden, sind aufgelistet.
- In der Tabelle sind Seen aufgeführt, die einen offiziell eingetragenen Namen haben.

## Tabelle
Sortierbare Tabelle der Seen im Spessart:
| Name                   | Fläche [ha] | Gemeindegebiet (Ortsteil)        | Höhe [m ü.NHN] Lage | Bemerkung         | Bild |
| ---------------------- | ----------- | -------------------------------- | ------------------- | ----------------- | ---- |
| Aubachseen             | 4,2         | Frammersbach / Wiesthal          | 270                 |                   |      |
| Bomigsee               | 0,2         | Rothenbucher Forst               | 305                 | Naturdenkmal      |      |
| Breitsee               | 0,2         | Rothenbucher Forst               | 340                 | Naturdenkmal      |      |
| Christnersee           | 1,5         | Kahl am Main                     | 105                 |                   |      |
| Eichensee              | 0,4         | Rothenbuch                       | 265                 |                   |      |
| Emma-Nord              | 6,0         | Großkrotzenburg / Kahl am Main   | 105                 |                   |      |
| Emma-Süd               | 12,5        | Großkrotzenburg / Kahl am Main   | 100                 |                   |      |
| Freigericht-Ost        | 29,2        | Kahl am Main                     | 105                 |                   |      |
| Freigericht-West       | 19,5        | Großkrotzenburg / Kahl am Main   | 105                 |                   |      |
| Glanzstoffsee          | 7,2         | Erlenbach am Main                | 115                 |                   |      |
| Großwelzheimer Badesee | 12,0        | Karlstein am Main (Großwelzheim) | 105                 |                   |      |
| Gustavsee              | 25,2        | Karlstein am Main (Großwelzheim) | 100                 | Naturschutzgebiet |      |
| Hannewackersee         | 0,1         | Aschaffenburg (Stadtmitte)       | 135                 |                   |      |
| Hörsteiner See         | 59,0        | Alzenau (Hörstein)               | 105                 |                   |      |
| Kaltengrundsee         | 0,5         | Rothenbucher Forst               | 303                 | Naturdenkmal      |      |
| Klostersee             | 7,8         | Triefenstein (Trennfeld)         | 140                 |                   |      |
| Langer See             | 0,5         | Karlstein am Main (Großwelzheim) | 105                 | Naturdenkmal      |      |
| Lindensee              | 8,6         | Kahl am Main                     | 105                 |                   |      |
| Mainparksee            | 24,0        | Kleinostheim / Mainaschaff       | 105                 |                   |      |
| Meerhofsee             | 12,0        | Alzenau                          | 110                 |                   |      |
| Nachtweidesee          | 12,2        | Kahl am Main                     | 105                 |                   |      |
| Neufeldsee             | 10,0        | Alzenau (Wasserlos)              | 105                 |                   |      |
| Neuwirtshäuser Weiher  | 0,68        | Hanau (Großauheim)               | 103                 |                   |      |
| Sahlensee              | 0,7         | Bad Soden-Salmünster (Mernes)    | 195                 | Naturschutzgebiet |      |
| Schloßsee              | 14,3        | Kahl am Main                     | 105                 |                   |      |
| Waldmichelbacher See   | 0,3         | Bessenbach (Keilberg)            | 280                 | Naturdenkmal      |      |
| Weihertannensee        | 5,2         | Kahl am Main                     | 105                 |                   |      |
| Wiesbüttsee            | 1,0         | Flörsbachtal (Flörsbach)         | 430                 |                   |      |

## Komplette Liste
Alphabetische Liste aller Seen und Weiher im Spessart:
| Anfangsbuchstabe des Sees: A B C E F G H K L M N P S W |

| A - Albstädter Seen - Armysee - Aubachseen B - Barbarossaquelle - Beinholzsee - Birkenweiher - Bomigsee - Breitsee C - Christnersee E - Eichensee - Emma-Nord - Emma-Süd F - Freigericht-Ost - Freigericht-West | G - Glanzstoffsee - Gondelteich - Götzsee - Grimmenwiesensee - Großwelzheimer Badesee - Gustavsee H - Hahnenkammsee - Hannewackersee - Haselweiher - Hirschbornweiher - Hörsteiner See K - Kahler See - Kaltengrundsee - Klostersee - Kobertsquelle L - Langer See - Lindensee | M - Mainparksee - Meerhofsee - Milchgrundweiher N - Neufeldsee - Neuwirtshäuser Weiher P - Parksee S - Sahlensee - Schloßsee - Schwarzbachweiher - Sindersbachsee - Sterzenbachweiher W - Waldmichelbacher See - Webersee - Weihertannensee - Wiesbüttsee - Willingsweiher |